# Primož Gliha
Primož Gliha (8 d'octubre de 1967) és un futbolista eslovè. Va disputar 28 partits amb la selecció d'Eslovènia.

## Estadístiques
| Selecció d'Eslovènia | Selecció d'Eslovènia | Selecció d'Eslovènia |
| Anys                 | Partits              | Gols                 |
| -------------------- | -------------------- | -------------------- |
| 1992                 | 1                    | 0                    |
| 1993                 | 1                    | 0                    |
| 1994                 | 8                    | 2                    |
| 1995                 | 7                    | 3                    |
| 1996                 | 4                    | 1                    |
| 1997                 | 6                    | 4                    |
| 1998                 | 1                    | 0                    |
| Total                | 28                   | 10                   |